# Frontális osztálymunka
A frontális osztálymunka olyan oktatási szervezési mód, amelynél az osztályban azonos időben, ugyanazon célok alapján, azonos tananyagtartalom feldolgozásával, azonos ütemben tanítói irányítással folyik párhuzamosan a tanulói munka. Ez a munkaszervezési mód eredetileg az osztályrendszeren alapult, de több más alkalmakon is hasznos lehet, mint például különböző előadásokon, tanórán kívüli tevékenységeknél, egyéb gyakorlatokon. Ez az irányítás tanárközpontú, a gyerekek figyelnek a magyarázatára, esetleg jegyzetelik azt, és együttesen keresik a választ a felvetett kérdésekre. Ez az a munkaszervezési mód, amely a legkevesebb energia-ráfodítást kíván meg a pedagógustól, ezért előszeretettel alkalmazzák a pályakezdő tanítók, tanárok. Itt kell megjegyeznünk azonban azt is, hogy nem elég csak ezzel a szervezési móddal dolgoznunk. Ez lényeges helyet foglal el a didaktikában, de ehhez sok más segítő, kiegészítő munkaformát kell kapcsolnunk ahhoz, hogy sikeresnek könyvelhessük el az órán történő tanítás-tanulási folyamatot.
Ez a tanulásszervezési mód akkor jöhet létre, ha a hasonló korú gyermekek tanulási képességeik közel azonosak, hasonló a gondolkodási módjuk, ismereteik és munkatempójuk, mert ez a munkaforma az átlagos képességű diákhoz igazodik (a gyenge képességűnek gyors lehet a tempó, míg a jó képességűnek lassú, unalmas), nem tudjuk figyelembe venni a tanulók egyéni képességeit. Tehát tanulási lehetőséget biztosít valamennyi tanuló számára, de a feltételeket már nem biztosítja. Nem minden tanuló kapcsolódik be feltétlenül ebbe a közös munkába, csak az, aki szeretne egyidejűleg dolgozni a tanítóval a megadott témában. Ez a munkaforma összességében előadó jellegű, tehát egyes gyerekek számára unalmas, fárasztó lehet, ezen kívül a legkevésbé interaktív tanulási forma.
Másik hátránya, hogy kevés visszajelzés érkezik a gyerekektől, hiszen általában a tanítóé a vezető szerep, ő beszél ez által a legtöbbet. Körülbelül 80%-ban a tanító beszél ennél a munkaformánál, míg a gyerekek kb. mindössze 20%-ot. Nagyon fontos, hogy ezt a szervezési módot mindenképpen vegyítsük más munkaformákkal is, mert önmagéban nem elegendő, túl ”száraz”, és kevésbé hatásos tanulási forma lehet a gyerekek számára.
A frontális osztálymunka azonban a közös gondolkodás, az adott témában kialakuló versenyszellem erősítése, és a vitákra való felkészülések miatt nagyon hasznos a gyerekek számára. A vitaszituáció teremtése azért fontos, hogy megalapozza a tanulók véleménynyilvánításhoz szükséges képességeket, és felkészítse őket különböző szereplésekre, álláspontjaikat közzétéve. Ennél a szervezési módnál a jellemző tanítói módszerek az előadás, szemléltetés, magyarázat, s az ehhez kapcsolódó képességfejlesztő hatások pedig a figyelem, megfigyelés, jegyzetkészítés, lényegkiemelés stb.
Ez a munkaforma az informatika oktatásában is nagy szerepet tölt be. Ebben az is közrejátszik, hogy ennél a tantárgynál nincs olyan sok segítő eszköz, mint a munkafüzet, feladatgyűjtemény, feladatlapok, stb. illetve jól alkalmazható különböző szoftverek kezelésének bemutatására.
Ez a munkaforma nemcsak egyféleképpen, közlés-befogadásként jelenhet meg az oktatásban, hanem többféle módon is.

## A frontális osztálymunka legismertebb variációi

### Induktív ismeretfeldolgozás
Az új ismeret feldolgozása motiválással kezdődik, majd megfogalmazzuk az óra céljait, amit a tényanyag nyújtása követ –részekre bontva, elemenként megbeszélve, fogalomalkotás, majd az általánosítás és az induktív folyamatok rögzítése, ellenőrzése.
Ez a modell sok esetben szükséges, például a tanulóknak nincs annyi előzetes ismeretük, hogy önállóan meglássák az anyag összefüggéseit, kiemelhessék annak lényeges jegyeit.

### Probléma kiindulású ismeretfeldolgozás
Olyan pedagógiai értelemben vett probléma felvetése, amelyet a tanulóknak kell megoldaniuk, megválaszolniuk. A válaszokat közösen, együtt gondolkodva találják meg, a tanító irányító segítségével. A problémamegoldásban nagyban kell támaszkodniuk a tanulóknak az előzetesen már megtanult ismereteikre. Ezt a problémaszituációt kérdések, feladatok segítségével teremthetjük meg legkönnyebben. Olyan feladatok lehetnek a segítségünkre a legjobban, amelyek kiegészítő ismereteket nyújtanak a tanulók számára, hogy így segítse őket az adott probléma megoldásában. A probléma kihathat az egész órára, de annak csak egy részére is.

### Cselekvésből kiinduló ismeretfeldolgozás
A frontális osztálymunka ezen csoportja tulajdonképpen a tevékenykedtetést jelenti. Ez a legkorszerűbb, és a legjelentősebb módszerek közé tartozik. Ezt a tevékenykedtetést a pedagógus vezeti, segítve a gyerekek munkáját. Ez a legfontosabb ismeretfeldolgozási forma. A lényege, hogy minél több ismerethez jussanak a tanulók, közben fejlesztve az önállóságukat.

### Alkalmazó jellegű (deduktív) ismeretfeldolgozás
A már meglévő ismeretekre, fogalmakra épít. Ezt főként akkor alkalmazzuk, mikor egy anyagrészt induktív módon megtanítottunk, és egy hasonló anyagrésznél ezt a sémát átültetjük. Például: Alkalmazói ismeretek megtanítása különböző, de hasonló felépítésű szoftverek esetében. Ilyen a Paint és a Word használatának, lehetőségeinek, alkalmazásának összehasonlítása. Az induktív és a deduktív feldolgozás nem választható el egymástól, hiszen mindkettőnél ugyanazok a műveletek jelennek meg (analízis, szintézis, absztrahálás).

## Frontális munka
Lényege, hogy a tanulók ugyanazokért a célokért, ugyanolyan tartalom feldolgozásával, azonos időtartamban és gyakran azonos ütemben, párhuzamosan vesznek részt az elsajátítás folyamatában. A frontális munka szervezése nem kötődik az osztály fogalmához. Akár egy osztály, akár több osztály tanulóiból ideiglenesen működő szervezeti keretről van szó akár egy osztályból csak néhány tanulóról, minden esetben frontális szervezésről beszélünk. A frontális munka alkalmazása nem kötődik kizárólagosan egyik módszerhez sem. A pedagógus direkt irányítása dominál. A direkt irányítás következtében a tanulók ritkán kerülnek döntési szituációkba. Ez a direkt irányítás a frontális munkában vezérlés jellegű. A frontális munkának ez a változata csak a tanulás lehetőségeit kínálja fel a tanulóknak, feltételeit nem biztosítja.
A gyermekre, az ifjakra figyelés igényének következtében először a reformpedagógia egyes irányzataiban, az utóbbi években, a közoktatásban is kialakult a frontális munkának egy olyan, a tanulók egyéni sajátosságainak ismeretében realizálható változata, amely úgy jelenti az egységességet, hogy közben módot ad az egyéni sajátosságok megnyilvánulására, figyelembe vételére. A frontális munka e változata ezért nemcsak a tanulás lehetőségeit, hanem feltételeit is biztosítja a tanulók számára, így besorolható az adaptív oktatást lehetővé tevő szervezési módok közé. A frontális munka e változatában úgy valósul meg az egységesség, hogy az osztály/a csoport tagjainak ismeretén alapul, s a tanulók lehetőséget kapnak a sajátosságaik szerinti munkára. A feldolgozott tartalom és az időtartam azonos, de nem szorítanak az azonos célok, nem kap szerepet az azonos ütem. Nemcsak a tanulás lehetőségeit, hanem a feltételeit is biztosítani tudja a tanulók számára.

## Frontális magyarázat
Meg kell különböztetnünk a frontális magyarázatot a frontális osztálymunkától mert az előbbi teljes egészében a tanító feladata az utóbbinál viszont számítunk a gyerek visszajelzéseire. Az irányítás, talán még inkább mint az osztálymunkánál, a pedagógus kezében van. A frontális magyarázatot leginkább akkor alkalmazzuk ha új anyagot szeretnénk megtanítani a gyerekeknek. Nélkülözhetetlen olyan esetben ha a tanulóknak nincs megfelelő előismerete az adott témáról. Figyelnünk kell azonban a gyerekek életkori sajátosságaira, a hosszas magyarázat "untatja" őket. Ezért célszerű, ha lehetőség van rá, a magyarázatot szemléltetéssel színesíteni.